# Den gode strømer
Den gode strømer er en dansk film fra 2004, skrevet af Kim Bodnia og Lasse Spang Olsen, der også har instrueret.

## Medvirkende
- Kim Bodnia i rollen som Strømer Jens
- René Dif i rollen som Thomas
- Nicolas Bro i rollen som Mulle
- Robert Hansen i rollen som Farfar
- Kenneth Carmohn i rollen som Anders
- Iben Hjejle i rollen som Louise
- Jens Okking i rollen som Manfred
- Nikolaj Coster-Waldau i rollen som Sune
- Thomas Bo Larsen i rollen som Per
- Slavko Labovic i rollen som serbernes bandeleder
- Thomas Chaanhing i rollen som kinesernes bandeleder
- Earth Reeves i rollen som jamaicanernes bandeleder
- Laura Drasbæk i rollen som Kate
- Kjeld Nørgaard i rollen som Hans
- Rikke Louise Andersson i rollen som rapporter